# Trận Saarbrücken
Trận Saarbrücken là một trận đánh quy mô nhỏ, đồng thời là trận đánh đầu tiên trong cuộc chiến tranh Pháp-Phổ, diễn ra vào ngày 2 tháng 8 năm 1870. Đây là chiến dịch tấn công đầu tiên của cuộc chiến tranh, đồng thời là lần đầu tiên và cũng là lần cuối cùng mà quân đội Pháp chiến đấu trên lãnh thổ Đức trong cuộc chiến. Trong trận đụng độ này, các lực lượng thuộc quân đội đế chế Pháp do các tướng Charles Auguste Frossard và François Achille Bazaine chỉ huy đã đánh bật một lực lượng quan sát bị áp đảo nặng nề về quân số của quân đội Phổ do đại tá Eduard von Pestel chỉ huy. Từ những khía cạnh "chiến tranh và xã hội", cuộc đụng độ tại Saarbrücken mang tầm vóc chính trị hơn là quân sự: trong một khoảnh khắc ngắn ngủi, nó là một thắng lợi của triều đại nhà Bonaparte của Pháp. Quân Pháp đã chiếm đóng Saarbrücken trong vòng 4 ngày sau trận đánh này và không thể khai thác thành quả của mình.
Năm 1870, cuộc chiến tranh Pháp-Phổ bùng nổ, và vào cuối tháng 7 năm đó giới chỉ huy Pháp đã thực hiện kế hoạch phòng vệ biên giới Pháp bằng việc giáng đòn vào các lực lượng tiên phong của Đức. Hoàng đế Pháp là Napoléon III đã phát động cuộc tấn công nước Phổ vào ngày 1 tháng 8. Vào ngày 2 tháng 8, các quân đoàn Pháp đã tiến được 10 dặm Anh trên các con đường tại Đức, song đã liên tiếp vấp phải sự kháng cự của các đội tuần tra của Phổ. Trong ngày hôm đó, 6 sư đoàn thuộc quân đoàn II của Frossard – một sủng thần của hoàng gia Pháp – và quân đoàn III của Bazaine đã thâm nhập vào thị trấn Saarbrücken, nơi có một đội quân gồm 1 tiểu đoàn Hohenzollern và 4 sư đoàn thương kỵ binh sông Rhine của Phổ cùng một vài khẩu pháo. Tuy lực lượng yếu nhưng sự khéo léo của người chỉ huy đạo quân này là von Pestel đã khiến cho đối phương nghĩ rằng họ đang đương đầu với một quân đoàn Phổ. Theo một sĩ quan của Frossard, quân Pháp đã tràn vào thị trấn trong niềm tin, và sau 3 tiếng đồng hồ giao tranh, trước sự hiện diện của hoàng đế Pháp và người con trai của ông ta, đạo quân nhỏ bé của Phổ đã rời khỏi thị trấn khi nhận được lệnh của cấp trên và vào rừng Kiillerthal. Quân Pháp đã làm chủ các cao điểm. Trong cuộc kháng cự nhỏ của quân Phổ, hai bên chỉ thiệt hại nhẹ nhưng tương quan thiệt hại đã đủ để gây cho Napoléon III – người đã khuyến cáo với binh sĩ về ưu thế vượt trội của súng trường Chassepot của Pháp đối với súng trường Dreyse của Phổ trước trận đánh – phải thất vọng.
Một nhân vật chủ chốt của trận đánh này là thái tử Napoléon trẻ tuổi của Pháp – người đã nhận được một "lễ thử lửa" nặng tính cường điệu. Người Pháp đã tung tin mừng thắng lợi tại Saarbrücken với tính hư cấu cao, và Napoléon về Metz. Ngay khi dân chúng Paris nhận tin vui, tổng tham mưu trưởng Helmuth von Moltke của Phổ đã ra đòn phản công. Sau chiến thắng của quân đội Phổ trong Wissembourg, quân đội Pháp tại Lorraine phải tiến hành phòng ngự trong khi Frossard từ bỏ Saarbrücken, về một vị trí vững chắc giữ Spicheren và Forbach, do đó vào buổi sáng ngày 6 tháng 8, những chiến quả của ông vào ngày 2 tháng 8 đã trở nên công cốc. Ngày 6 tháng 8 năm 1870, quân Phổ đánh bại quân của Frossard trong trận Spicheren.